# 24 Strings & a Drummer
24 Strings & A Drummer: Live & Acoustic è un album dal vivo del gruppo musicale statunitense Night Ranger, pubblicato il 22 ottobre 2012 dalla Frontiers Records.

## Tracce
1. This Boy Needs to Rock – 3:55
2. When You Close Your Eyes – 4:22
3. Sing Me Away – 4:20
4. Growin' Up in California – 4:23
5. The Secret of My Success – 4:38
6. Sentimental Street – 6:19
7. Four in the Morning (I Can't Take Any More) – 3:53
8. Let Him Run/Goodbye – 5:29
9. Forever All Over Again – 4:45
10. Don't Tell Me You Love Me – 5:55
11. Sister Christian – 5:17
12. (You Can Still) Rock in America – 4:50
13. The Boys of Summer – 5:36 (cover di Don Henley)

Contenuti extra DVD
1. Night Ranger All Access
2. Growin' Up in California [Music Video]
3. Making the Album: Growin' Up in California

## Formazione
- Jack Blades – voce, basso acustico, chitarra acustica
- Joel Hoekstra – chitarra acustica
- Brad Gillis – chitarra acustica
- Eric Levy – tastiere
- Kelly Keagy – batteria, percussioni, voce